# Marcel Roland
Marcel Roland (Sète, 26 agosto 1879 – 11 ottobre 1955) è stato uno scrittore e naturalista francese.
Nella prima parte della sua carriera, iniziata con un libro di versi, scrisse prevalentemente racconti destinati ai quotidiani e romanzi scientifici. Successivamente, forte dei suoi studi naturalistici, decise di occuparsi di veri e propri saggi di divulgazione scientifica.
Poeta nell'animo, nato nel sud della Francia, nell'Hérault, «fu molto amico del suo illustre compatriota Paul Valery, del quale condivide l'entusiasmo, tutto mediterraneo, per la Luce e il Ritmo».
In Italia sono state tradotte alcune sue opere, come Saggio sugli infusori, L'amore negli insetti e I musicisti dell'estate, anche se i suoi saggi più celebri, (pubblicati per la prima volta in Italia all'interno della collana B.U.R) sono racchiusi nella serie “I boschi, i campi, i giardini: aspetti del mondo animale”, che consiste di nove volumi:
Vita e morte degli insetti (1936)

Le meraviglie del microscopio (1937)

La grande lezione dei piccoli animali (1939)

Mimetismo e istinto di difesa (1941)

Amore, armonia e bellezza (1943)

Alcuni animali… ed io (1945)

Canti d'uccelli e musiche d'insetti (1947)

I conquistatori alati (1947)

Gli animali ci parlano (1949)